# Hyèvre-Paroisse
Hyèvre-Paroisse település Franciaországban, Doubs megyében. Lakosainak száma 192 fő (2022. január 1.). Hyèvre-Paroisse L’Hôpital-Saint-Lieffroy, Roche-lès-Clerval, Voillans, Branne, Baume-les-Dames, Hyèvre-Magny és Pays-de-Clerval községekkel határos.

## Népesség
A település népességének változása:
| Lakosok száma | 186  | 223  | 183  | 192  | 184  | 186  | 191  | 195  | 197  | 192  |
|               | 1968 | 1982 | 1990 | 2006 | 2013 | 2015 | 2017 | 2019 | 2020 | 2022 |